# Quatuors à cordes op. 64 de Joseph Haydn
Les Quatuors op. 64 sont un cycle de quatuors à corde de Joseph Haydn, écrits en 1790 et publiés en avril 1791 chez Léopold Kozeluch, avec une dédicace à Johann Tost, violoniste chez les Esterházy.
Les quatuors de ce cycle correspondent au no 63 jusqu'au no 68 du catalogue Hoboken.

## Quatuor ut majeur op.64no1
Inscrit au catalogue Hob.III.65
1. Allegro moderato en ut majeur
2. Menuetto (allegro ma non troppo) en ut majeur avec un trio en ut mineur
3. Allegro scherzando en fa majeur
4. Presto

## Quatuor en si mineur op.64no2
Inscrit au catalogue Hob.III.68 
1. Allegro spirituoso en si mineur
2. Adagio ma non troppo en si majeur
3. Menuetto (allegro) en si mineur
4. Presto en si mineur

## Quatuor en si bémol majeur op.64no3
Inscrit au catalogue Hob.III.67
1. Vivace assai en si bémol majeur
2. Adagio en mi bémol majeur
3. Menuetto (allegretto)
4. Allegro con spirito

## Quatuor en sol majeur op.64no4
Inscrit au catalogue Hob.III.66
1. Allegro con brio en sol majeur
2. Menuetto (allegretto)
3. Adagio en ut majeur
4. Presto

## Quatuor en ré majeur op.64no5
Inscrit au catalogue Hob.III.63, il a reçu le surnom de L'Alouette. C'est un des plus joués.
1. Allegro moderato en ré majeur
2. Adagio cantabile en la majeur
3. Menuetto (allegretto)
4. Vivace

## Quatuor mi bémol majeur op.64no6
Inscrit au catalogue Hob.III.64
1. Allegro en mi bémol majeur
2. Andante en si bémol majeur
3. Menuetto (allegretto) en mi bémol majeur
4. Presto